# 愛爾蘭布政司

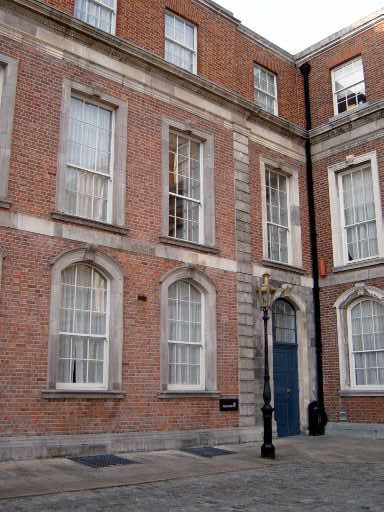
設於都柏林城堡的布政司辦公室；布政司官邸名布政司小屋，位於總督小屋旁邊的鳳凰公園

愛爾蘭布政司（英語：The Chief Secretary for Ireland）是英國管治愛爾蘭時期的主要官職。雖然名義上從屬於愛爾蘭總督，又正式職銜為「總督專屬布政司」（Chief Secretary to the Lord Lieutenant），但由19世紀初直到英國管治結束期間，布政司實際上成為英國政府當中管治愛爾蘭的主責政府官員，地位大約相當於內閣大臣，職能亦相似於蘇格蘭大臣。通常而言，愛爾蘭布政司而非總督是入值英國內閣的閣臣。自愛爾蘭地方政府委員會在1872年成立以來，布政司亦兼任當然主席。
英國對愛爾蘭一大部份領土的管治隨著愛爾蘭獨立戰爭和愛爾蘭自由邦的成立告終。愛爾蘭布政司連同愛爾蘭總督等官職也因此裁撤。此後，愛爾蘭自由邦和北愛爾蘭的行政職能分別由行政局主席（相當於總理）和北愛爾蘭總理行使。